# Prins Carl Philip
Carl Philip Edmund Bertil, född 13 maj 1979 på Stockholms slott, är prins av Sverige och hertig av Värmland. Han är son till kung Carl XVI Gustaf och drottning Silvia. Sedan 13 juni 2015 är han gift med prinsessan Sofia. 
Paret har fyra barn, prins Alexander, hertig av Södermanland (född 2016), prins Gabriel, hertig av Dalarna (född 2017), prins Julian, hertig av Halland (född 2021) och prinsessan Ines, hertiginna av Västerbotten (född 2025). Barnen tillhör inte det kungliga huset och kommer därför inte att få del av apanaget, men behåller sina platser i tronföljden.

## Biografi

### Bakgrund
Prins Carl Philip föddes som kronprins, men genom en grundlagsändring, vilken trädde i kraft den 1 januari 1980, förlorade han sin förstaplats i den svenska tronföljden. Han är nu nummer fyra efter sin äldre syster kronprinsessan Victoria och hennes barn prinsessan Estelle och prins Oscar. Carl Philip är nummer 284 i den brittiska tronföljden (före sina systrar).
Prins Carl Philip döptes i Slottskyrkan den 31 augusti 1979. Faddrar vid dopet var hans farfars bror prins Bertil, hans fars kusin drottning Margrethe av Danmark, hans faster prinsessan Birgitta och prins Leopold av Bayern. (Prins Leopold, som var först rallyförare och sedan racerförare i 35 år, är god vän med Carl XVI Gustaf sedan de var barn och är även systerson till prinsessan Birgittas framlidne make Johann Georg av Hohenzollern-Sigmaringen.)
Namnen Carl Philip brukar förknippas med prins Karl Filip, Karl IX:s yngste son – men prinsen är genom drottning Josefina en direkt ättling till en annan Karl Filip; kurfursten Karl III Filip av Pfalz. Prins Carl Philip är vidare uppkallad efter sin farfar, prins Gustav Adolf, som inom familjen kallades Edmund, samt dennes bror, prins Bertil, en av prinsens faddrar (se ovan).

### Utbildning
Vid fem års ålder skrevs Carl Philip in i Västerleds församlings förskola där han gick till hösten 1986 då han började lågstadiet vid Smedslättsskolan i Bromma. Mellanstadiet gick Carl Philip i Ålstensskolan, också den i Bromma, och högstadiet i Enskilda Gymnasiet i Stockholm.
År 1994 skrevs Carl Philip in vid privata Kent School i Connecticut där han studerade i två år, varefter han gick naturvetenskapliga programmet vid Lundsbergs skola i Värmland där han tog studenten 1999.
Carl Philip avslutade 2006 en tvåårig utbildning på Forsbergs skola i grafisk design och reklam. Under våren 2009 började han studera växtodling, teknik och skogsbruk vid Sveriges lantbruksuniversitet i Alnarp och tog 2011 lantmästarexamen. Han har även under 2000-talet deltagit i omfattande fotografiskt arbete och expeditioner i ett utbildande samarbete med Mattias Klum.

### Militär karriär

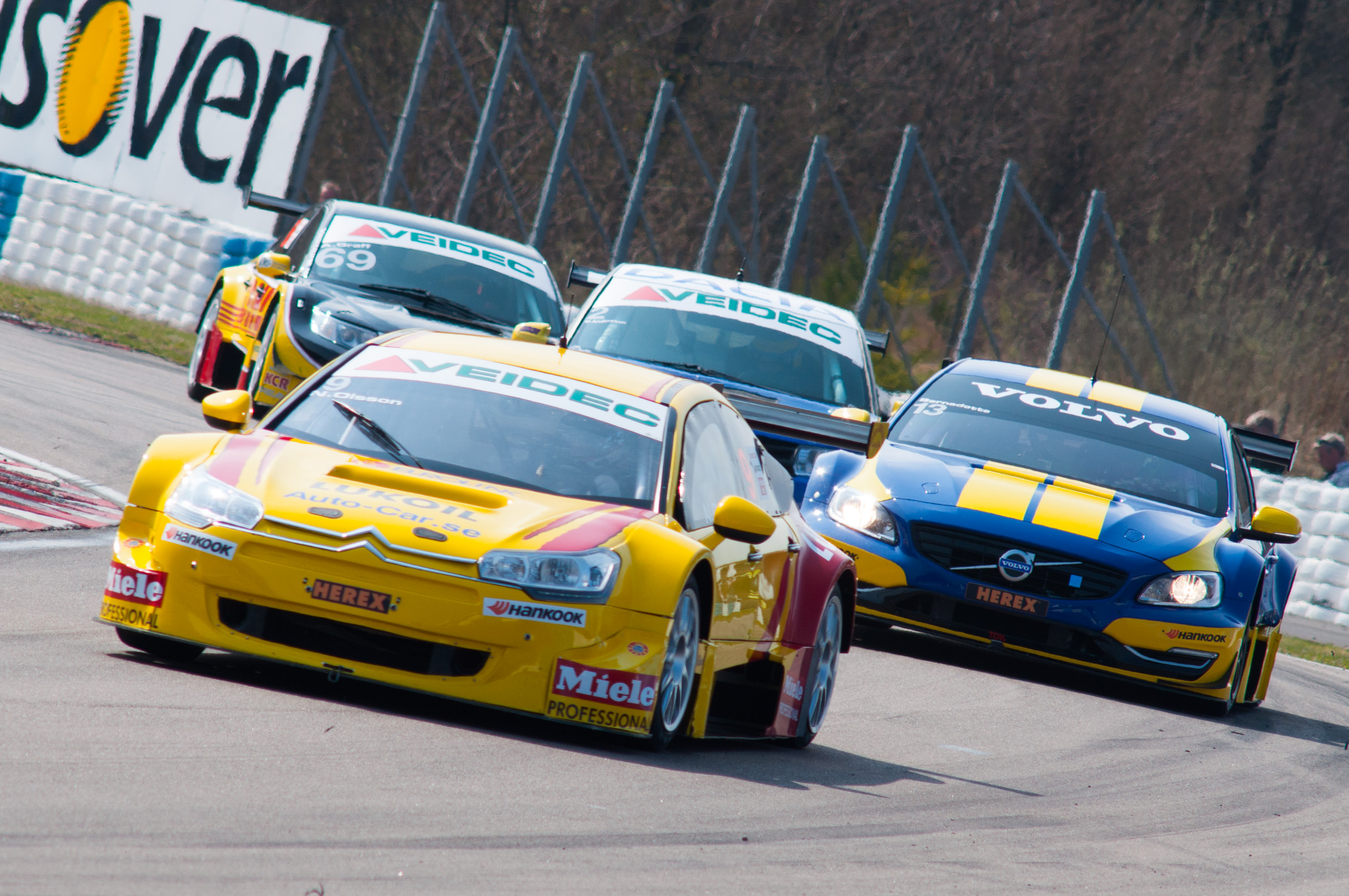
Prins Carl Philip i den blågula Volvo Polestar-bilen i Scandinavian Touring Car Championship på Ring Knutstorp 2013.

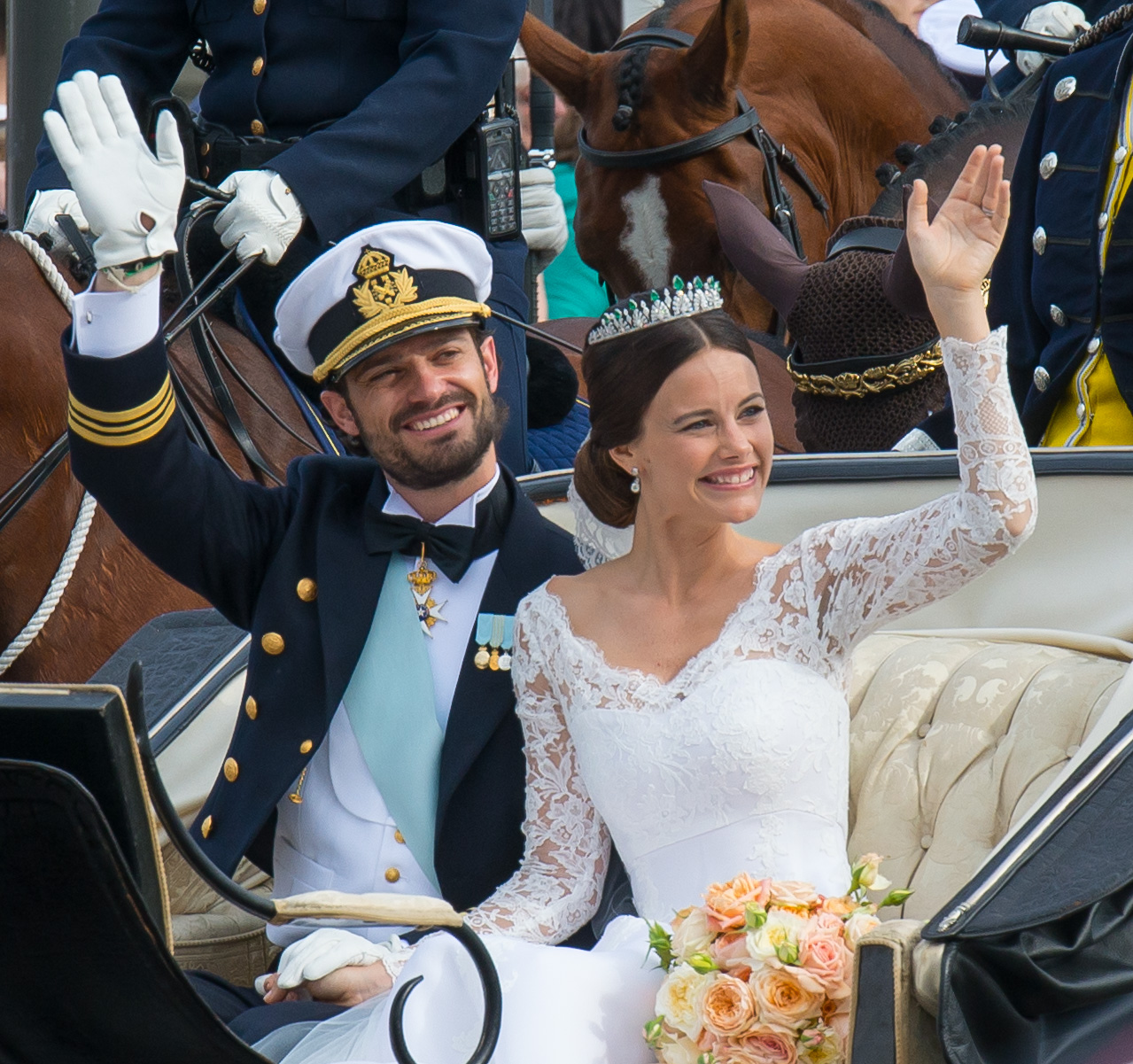
Prins Carl Philip och hans nyblivna hustru prinsessan Sofia efter giftermålet den 13 juni 2015.

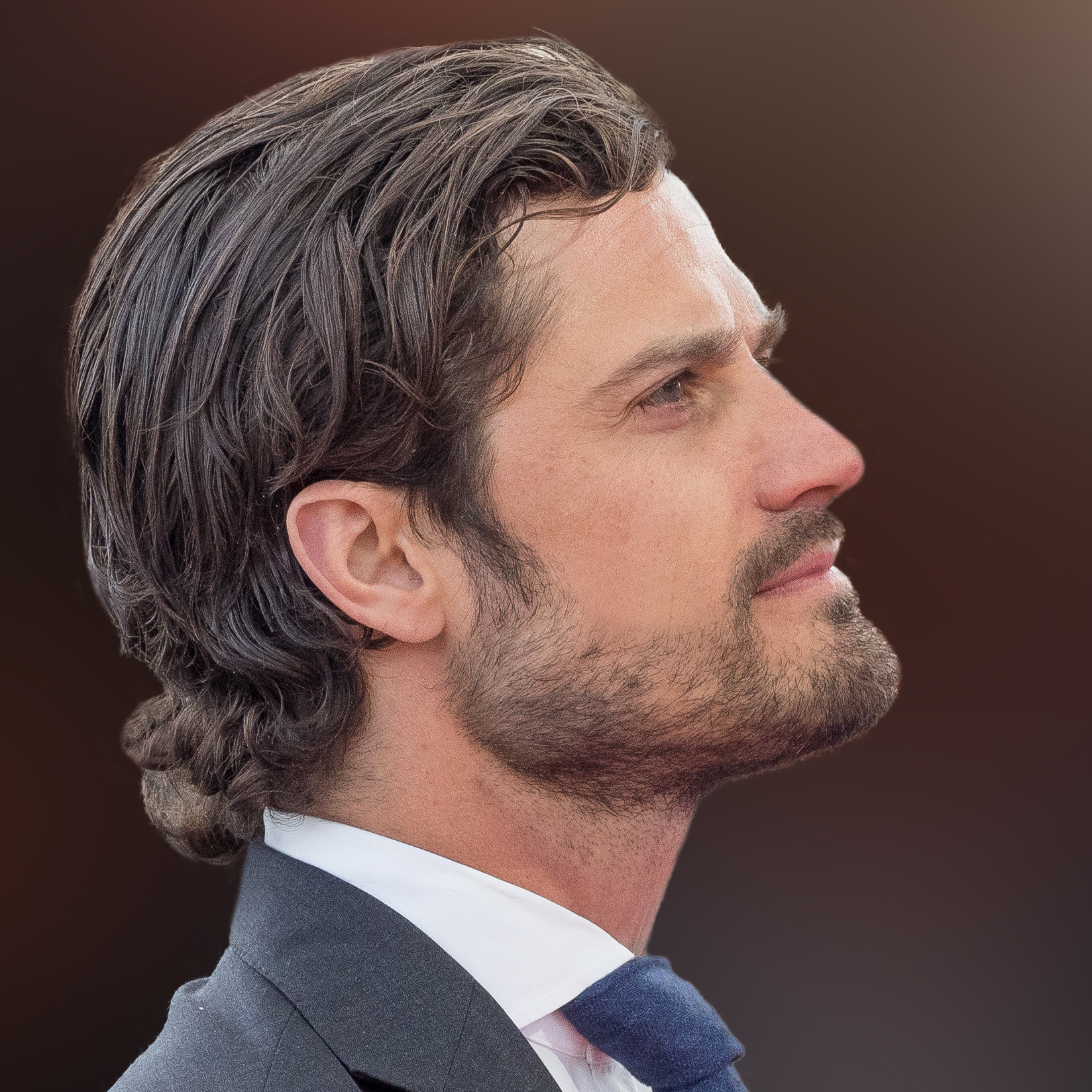
Prins Carl Philip på nationaldagen 2016

Prins Carl Philip är reservofficer i Amfibiekåren. Efter värnplikt åren 2000–2001 i Vaxholms garnison vid Vaxholms amfibieregemente (Amf 1) som båtchef följde åren 2001–2002 en tvåårig utbildning till officer. Han utexaminerades i december 2002 som fänrik och befordrades per automatik 2004 till löjtnant. I december 2007 befordrades prinsen till kapten, efter ett anpassat taktiskt program vid Militärhögskolan Karlberg. Under 2012 besökte prinsen den svenska styrkan i Afghanistan, då benämnd FS23. Den 1 oktober 2014 befordrades prinsen till major i amfibiekåren efter genomgången reservofficerskurs (H-ROK).

### Intressen
Prins Carl Philip är mycket sportintresserad och tycker om att vistas ute i naturen, speciellt under de årliga jakterna.
Bilar och motorsport är ett annat av hans intressen, som också delas av flera släktingar; Prinsen har racinglicens och tävlar sedan 2013 i STCC för Volvo Polestar Racing. Han blev mästare i Porsche GT3 Endurance Scandinavia 2010.
Från 2003 studerade prinsen grafisk design vid Forsbergs skola i Stockholm och har sedan dess ägnat sig åt visuell konst, särskilt konstfotografi, och har haft några utställningar. I mars 2009 lanserade han en egen bestick-kollektion.
Hösten 2006 praktiserade prins Carl Philip vid National Geographic, under det att han medverkade i Folke Rydéns och Mattias Klums TV-film Expedition Linné, om Carl von Linnés resor. I samband med Linnés 300-årsjubileum gjorde prinsen en tolkning av botaniska trädgården i Uppsala som visas med anledning av firandet.
År 2004 åkte Carl Philip Öppet spår under Vasaloppsveckan och den 2 mars 2012 åkte han Skejtvasan.

### Privatliv
I juli 2010 bekräftade hovet att Carl Philip hade ett förhållande med Sofia Hellqvist. Från juni 2011 till april 2016 sammanbodde paret i en villa på Djurgården. Riksmarskalken tillkännagav förlovningen mellan Prins Carl Philip och fröken Sofia Hellqvist 27 juni 2014. Vigseln mellan prins Carl Philip och Sofia Hellqvist ägde rum 13 juni 2015 i Slottskyrkan i Stockholm. Paret vigdes av överhovpredikanten, biskop emeritus Lars-Göran Lönnermark och hovförsamlingens pastor Michael Bjerkhagen. Carl Philips gode vän Jan-Åke Hansson var hans best man. Vigseln och den efterföljande festen på Stockholms slott direktsändes av Sveriges Television. Efter vigseln fick Sofia titeln H.K.H. Prinsessan Sofia, Hertiginna av Värmland. Paret flyttade i april 2016 till Sjöpaviljongen vid Drottningholms slott. Sommaren 2017 flyttade de till Villa Solbacken på Djurgården i Stockholm.
År 2016 föddes prins Carl Philips och prinsessan Sofias första barn, prins Alexander, hertig av Södermanland. Parets andra barn, prins Gabriel, hertig av Dalarna, föddes år 2017 och år 2021 föddes den tredje sonen, prins Julian, hertig av Halland. Den 7 februari 2025 föddes parets fjärde barn, prinsessan Ines, hertiginna av Västerbotten.

### Förändringar inom det kungliga huset
Den 7 oktober 2019 beslutade kung Carl XVI Gustaf om förändringar kring vilka av hans familjemedlemmar som skulle tillhöra det kungliga huset. Beslutet innebar att prins Carl Philips barn och prinsessan Madeleines barn inte längre tillhör det kungliga huset och inte längre har ställning som Kungliga Högheter. De behöll dock sina titlar som prins/prinsessa och hertig/hertiginna. I samband med detta förväntas prins Alexander, prins Gabriel och prins Julian inte längre ha offentliga åtaganden på kungens uppdrag och betraktas framgent som privatpersoner. Barnen är fortsatt arvsberättigade till tronen.

## Roll i kungahuset
Såsom medlem av Kungahuset deltar prins Carl Philip i olika evenemang och sammanhang som representant för Sverige och statschefen. 

### Beskyddarskap
- Innocenceorden
- Kungliga Motorbåt Klubben
- Kungliga Svenska Segelsällskapet
- Lilla barnets fond
- Rottneros Parks Vänförening[32]
- Soldatens Hus i Vaxholm
- Svenska New Forest Föreningen
- Svenska rallyt
- Sällskapet
- Volvo Ocean Race
- Svenska Bocuse d'Or-akademien
- Sveriges Veteranförbund Fredsbaskrarna

## Anfäder
|                   |  |  |  |  |  |  |  |                      |  |  |  |  |  |  |  |                        |  |  |  |  |  |  |  | Kung Gustaf VI Adolf                                          |
|                   |  |  |  |  |  |  |  |                      |  |  |  |  |  |  |  |                        |  |  |  |  |  |  |  |                                                               |
|                   |  |  |  |  |  |  |  |                      |  |  |  |  |  |  |  | Prins Gustaf Adolf     |  |  |  |  |  |  |  |                                                               |
|                   |  |  |  |  |  |  |  |                      |  |  |  |  |  |  |  |                        |  |  |  |  |  |  |  |                                                               |
|                   |  |  |  |  |  |  |  |                      |  |  |  |  |  |  |  |                        |  |  |  |  |  |  |  | Kronprinsessan Margareta                                      |
|                   |  |  |  |  |  |  |  |                      |  |  |  |  |  |  |  |                        |  |  |  |  |  |  |  |                                                               |
|                   |  |  |  |  |  |  |  | Kung Carl XVI Gustaf |  |  |  |  |  |  |  |                        |  |  |  |  |  |  |  |                                                               |
|                   |  |  |  |  |  |  |  |                      |  |  |  |  |  |  |  |                        |  |  |  |  |  |  |  |                                                               |
|                   |  |  |  |  |  |  |  |                      |  |  |  |  |  |  |  |                        |  |  |  |  |  |  |  | Karl Edvard av Sachsen-Coburg-Gotha                           |
|                   |  |  |  |  |  |  |  |                      |  |  |  |  |  |  |  |                        |  |  |  |  |  |  |  |                                                               |
|                   |  |  |  |  |  |  |  |                      |  |  |  |  |  |  |  | Prinsessan Sibylla     |  |  |  |  |  |  |  |                                                               |
|                   |  |  |  |  |  |  |  |                      |  |  |  |  |  |  |  |                        |  |  |  |  |  |  |  |                                                               |
|                   |  |  |  |  |  |  |  |                      |  |  |  |  |  |  |  |                        |  |  |  |  |  |  |  | Victoria Adelheid av Schleswig-Holstein-Sonderburg-Glücksburg |
|                   |  |  |  |  |  |  |  |                      |  |  |  |  |  |  |  |                        |  |  |  |  |  |  |  |                                                               |
| Prins Carl Philip |  |  |  |  |  |  |  |                      |  |  |  |  |  |  |  |                        |  |  |  |  |  |  |  |                                                               |
|                   |  |  |  |  |  |  |  |                      |  |  |  |  |  |  |  |                        |  |  |  |  |  |  |  | Moritz Sommerlath                                             |
|                   |  |  |  |  |  |  |  |                      |  |  |  |  |  |  |  |                        |  |  |  |  |  |  |  |                                                               |
|                   |  |  |  |  |  |  |  |                      |  |  |  |  |  |  |  | Walther Sommerlath     |  |  |  |  |  |  |  |                                                               |
|                   |  |  |  |  |  |  |  |                      |  |  |  |  |  |  |  |                        |  |  |  |  |  |  |  |                                                               |
|                   |  |  |  |  |  |  |  |                      |  |  |  |  |  |  |  |                        |  |  |  |  |  |  |  | Erna Waldau                                                   |
|                   |  |  |  |  |  |  |  |                      |  |  |  |  |  |  |  |                        |  |  |  |  |  |  |  |                                                               |
|                   |  |  |  |  |  |  |  | Drottning Silvia     |  |  |  |  |  |  |  |                        |  |  |  |  |  |  |  |                                                               |
|                   |  |  |  |  |  |  |  |                      |  |  |  |  |  |  |  |                        |  |  |  |  |  |  |  |                                                               |
|                   |  |  |  |  |  |  |  |                      |  |  |  |  |  |  |  |                        |  |  |  |  |  |  |  | Artur de Toledo                                               |
|                   |  |  |  |  |  |  |  |                      |  |  |  |  |  |  |  |                        |  |  |  |  |  |  |  |                                                               |
|                   |  |  |  |  |  |  |  |                      |  |  |  |  |  |  |  | Alice Soares de Toledo |  |  |  |  |  |  |  |                                                               |
|                   |  |  |  |  |  |  |  |                      |  |  |  |  |  |  |  |                        |  |  |  |  |  |  |  |                                                               |
|                   |  |  |  |  |  |  |  |                      |  |  |  |  |  |  |  |                        |  |  |  |  |  |  |  | Elisa Novais Soares                                           |
|                   |  |  |  |  |  |  |  |                      |  |  |  |  |  |  |  |                        |  |  |  |  |  |  |  |                                                               |

## Titlar, ordnar och utmärkelser
- 13 maj 1979 – 31 december 1979: Hans Kunglig Höghet Carl Philip, Sveriges Kronprins, Hertig av Värmland
- 1 januari 1980 - 31 december 1980: Hans Kunglig Höghet Carl Philip, Sveriges Arvfurste, Hertig av Värmland
- 1 januari 1981 - : Hans Kunglig Höghet Carl Philip, Prins av Sverige, Hertig av Värmland

### Svenska ordnar
- Riddare och Kommendör av Kungl. Maj:ts orden (Serafimerorden)[35][36][37] (räknas från födseln, fick insignierna 13 maj 1997)
- Kommendör med stora korset av Nordstjärneorden (bär insignierna sedan 1 oktober 2013)[38]
- Riddare av Carl XIII:s orden, från födseln. Prinsen bär dock inte ordenstecknet eftersom han inte är medlem i Svenska Frimurare Orden.

### SvenskaKungliga minnestecken
- Carl XVI Gustafs jubileumsminnestecken III (30 april 2016)
- Carl XVI Gustafs jubileumsminnestecken II (15 september 2013)[39]
- Carl XVI Gustafs jubileumsminnestecken (30 april 1996)
- Kronprinsessan Victorias och Prins Daniels bröllopsminnesmedalj (19 juni 2010)[40]

### Svenska medaljer
- Försvarsmaktens grundutbildningsmedalj i silver
- Försvarshögskolans minnesmedalj i brons ("Karlbergmedaljen") (9 januari 2008)[41]
- Upplands läns Upplandsmedaljen i guld (10 oktober 2008)[42]
- Fredsbaskrarna Sveriges förtjänstmedalj i guld (22 januari 2013)[43]

### Utländska ordnar och utmärkelser
- Första klass av Bulgariska Stara planinaorden
- Storkors av Brasilianska Rio Brancoorden, 2007[44]
- Storkors av Chilenska förtjänstorden, 10 maj 2016[45]
- 1:a klassen av Terra Mariana-korsets orden, 12 januari 2011[46]
- Storkors av Finlands Vita Ros orden, 2012
- Storofficer av Franska Hederslegionen (2024)[47]
- Storkors av Grekiska Ärans orden, 2008[48]
- Storkors av Isländska Falkorden, 17 januari 2018[49]
- Storkors av Italienska republikens förtjänstorden, 13 november 2018[50]
- Storkors av Jordanska stjärnorden[51]
- Storofficer av Lettiska Tre Stjärnors orden[52]
- Storkors av Adolf av Nassaus civil- och militärförtjänstorden, 2008[53]
- Kommendör av Malaysiska kronorden, 2005[54]
- Storkors av Norska Sankt Olavs orden, 2005
- Storkors av Rumänska nationella orden för trogen tjänst
- Storkors av Spanska civila förtjänstorden (16 november 2021)[55]
- Storofficer av Tunisiska förjänstorden, 4 november 2015[56]
- Storkors av första klass av Förbundsrepubliken Tysklands förtjänstorden[57]